# Adwaita (llenguatge de disseny)
Adwaita és el tema predeterminat i el llenguatge de disseny de l'entorn d'escriptori GNOME. Estableix la font; els colors; així com l'aspecte del conjunt d'icones, barres, botons o animacions al GNOME Shell, el Phosh, les aplicacions orientades a l'ús de GNOME i d'algunes construïdes amb GTK. Adwaita va aparèixer per primera vegada el 2011 amb el llançament del GNOME 3.0 com a substitució dels principis de disseny emprats a Clearlooks.

Fins al 2021, el tema Adwaita es va incloure com a part del conjunt d'eines de GTK. Aleshores es va decidir portar Adwaita a la llibreria libadwaita amb la voluntat d'augmentar-ne l'autonomia i especialment a causa dels calendaris de llançament divergents de GTK respecte de GNOME. Per part de voluntaris de la comunitat es generà el tema Morewaita, que no variava en cap sentit a Adwaita sinó que afegia icones d'aplicacions de tercers amb les normatives d'Adwaita. 

Cantarell és la font primària d'Adwaita.[8]
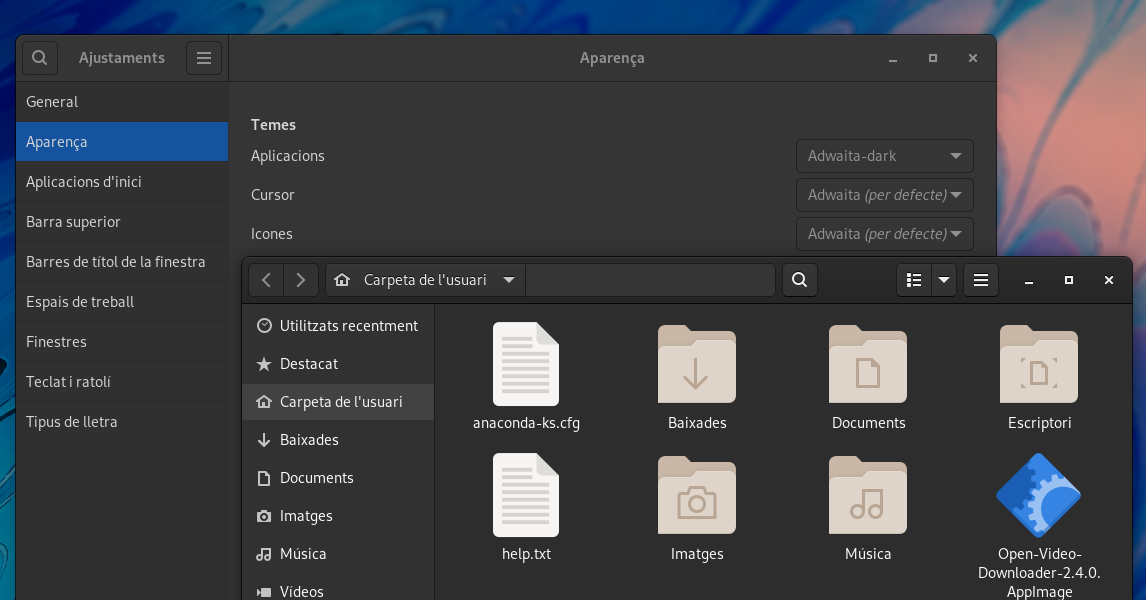
Captura de l'escriptori GNOME sota Adwaita.
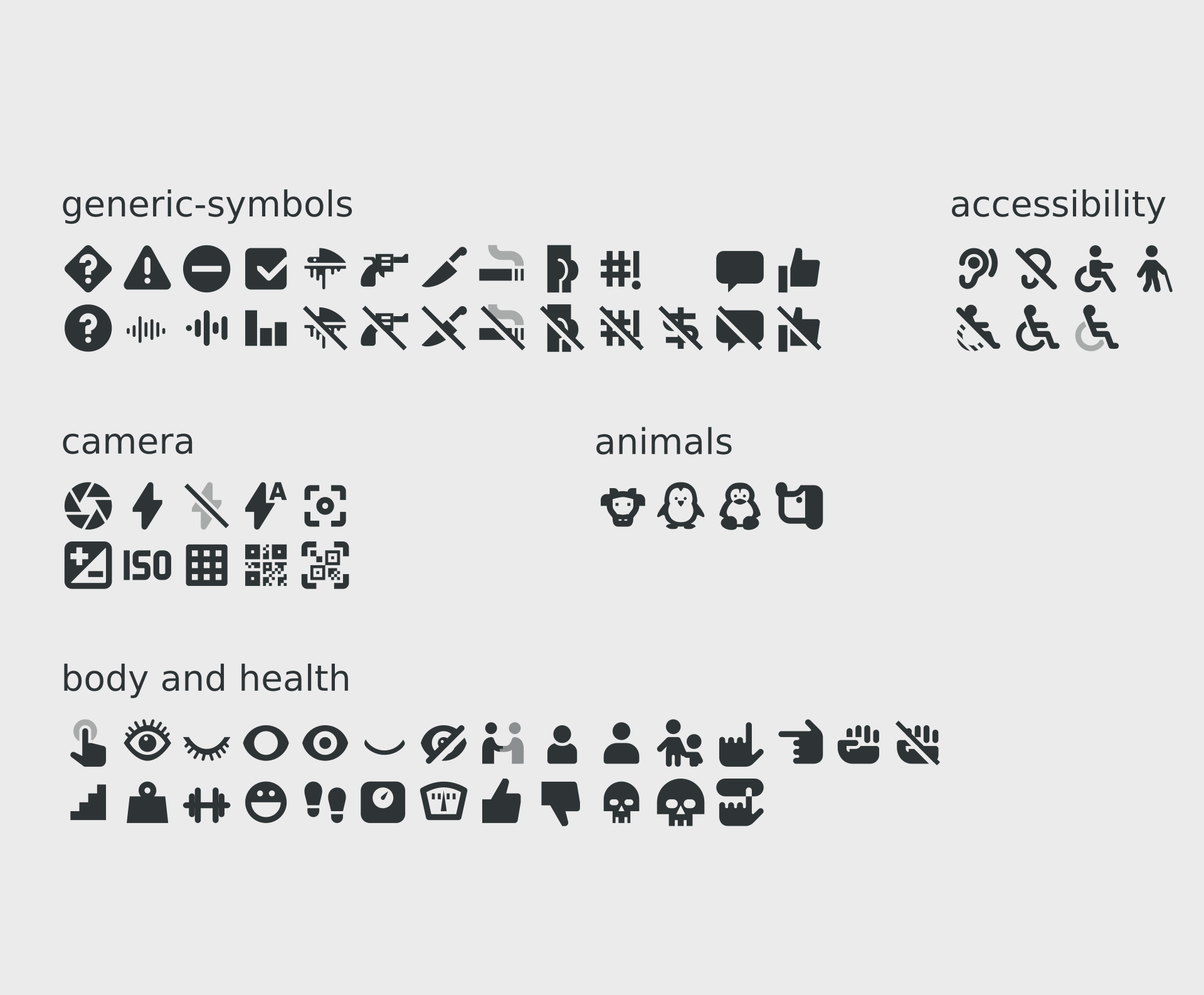
Icones de l'equip UI Icons segons les HIG de GNOME.

## Relació amb libadwaita
Libadwaita és una biblioteca que va nàixer de la necessitat d'implementar de manera ràpida les HIG (Human Interface Guidelines), les directrius de la interfície humana de GNOME. Alhora s'encarrega de portar Adwaita a GTK 4. Libadwaita és successora de libhandy i es desenvolupada pels mateixos desenvolupadors, però difereix d'ella en el fet que ja no és desenvolupada per GTK sinó directament per GNOME. Adwaita s'implementa com a full d'estil de tipus Sass a GTK a través de libadwaita. Com a projecte general, serveix per estendre el conjunt d'estris de GTK i específicament aquells que s'ajusten a les directrius de la interfície humana de GNOME (HIG).